# Ефедра звичайна
Ефедра звичайна, також ставчак звичайний (Ephedra distachya L.) — вічнозелений дводомний карликовий кущ чи напівкущ із родини ефедрових (Ephedraceae). Поширений у Європі, Західній і Центральній Азії.
Інші назви: ефедра двоколоса, ефедра двоколоскова, ставчак двоколосий; народні — костяниця, малина степова, ставчак, хвойник тощо. Етимологія: епітет distachya утворений від дав.-гр. δι- — «два, подвійний», στάχυς — «колосок», стосовно чоловічих шишок, розташованих попарно.

## Біоморфологічна характеристика

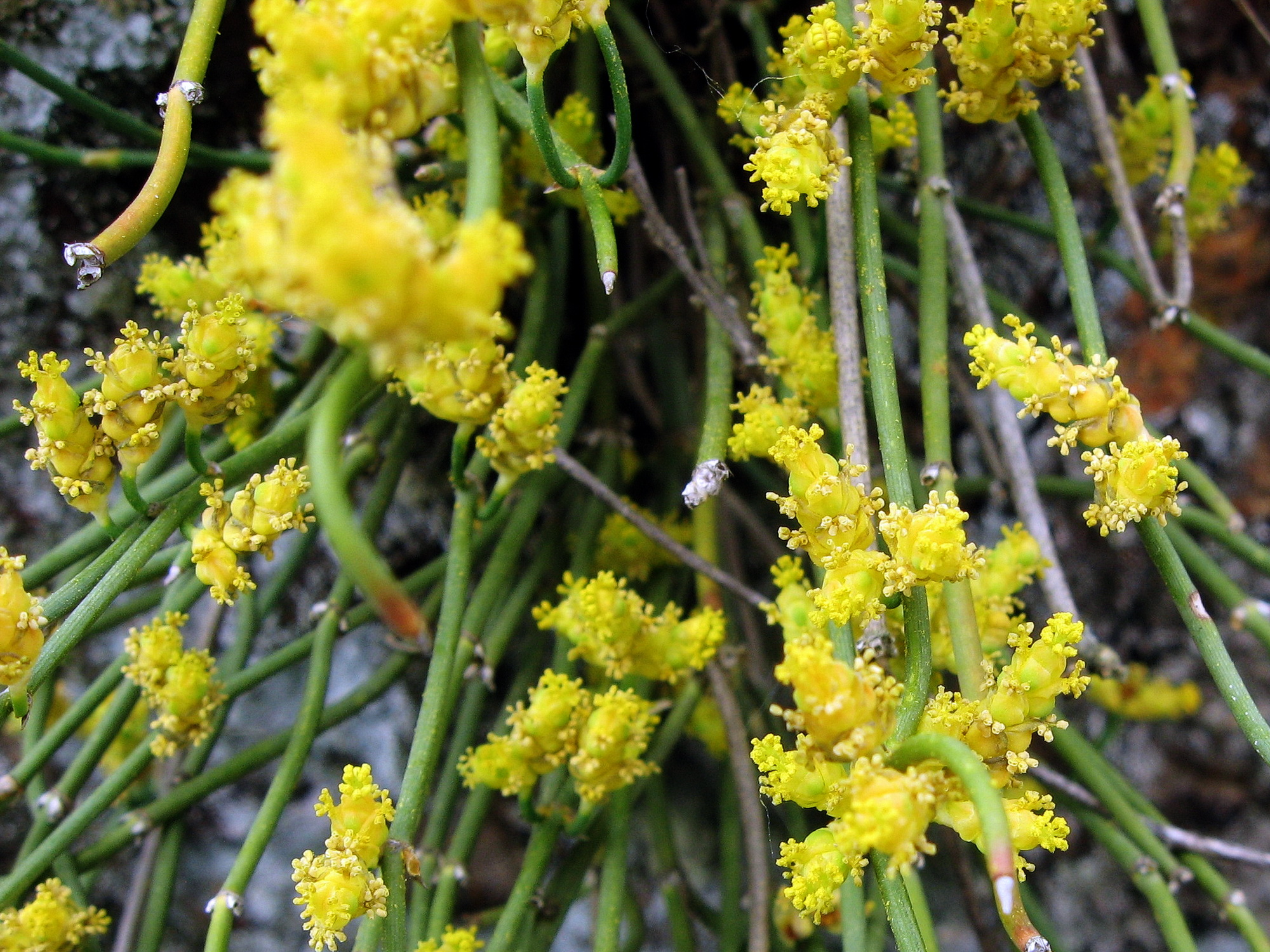
Ефедра двоколоскова (Ephedra distachya) — раритетний вид рослин, занесений до Червоного списку Запорізької області.

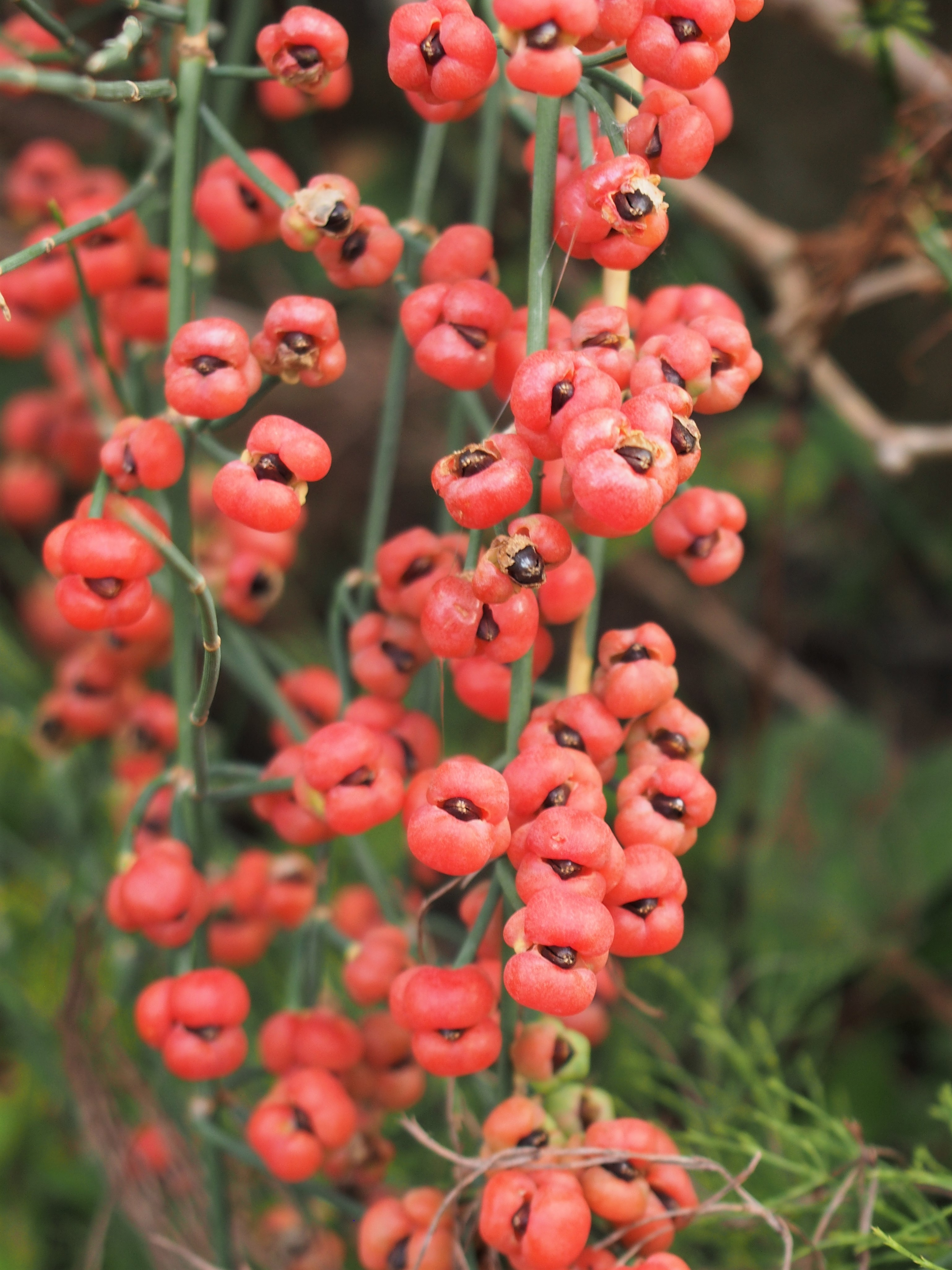
Ephedra distachya, екземпляр, вирощений у Ботанічному саду Вроцлавського університету, Вроцлав, Польща.

Це малий кущ чи напівкущ заввишки 10–30(100) см, здебільшого дводомний, часто лежачий або висхідний, рясно розгалужений (утворюючи килимки), з прутоподібними, ребристими, членистими сизувато-зеленими пагонами, які нагадують хвощі; гілочки часто розміщені в пучках, сірувато-зелені чи жовтувато-зелені, верхівка часто вигнута або закручена. Листки супротивні, зрощені на 1/3–2/3 довжини, довжиною всього 2 мм, лускоподібні, редуковані, по краю сухо-зелені, вільна частина трикутна, верхівка тупа чи гострувата. Зменшення листя до дрібних лускатих структур допомагає зменшити втрату води, що є адаптацією до посушливого середовища. Стебла ж забезпечують фотосинтез. Пилкові шишки жовтуваті, поодинокі чи в скупченнях по 3 на верхівці коротких гілочок, квітки приблизно з 8 пиляками. Насіннєві шишки зеленуваті, поодинокі чи невеликими групами, двоквіткові, кінцеві на коротких гілочках або пазушні, вузько-яйцеподібні, червоні і м'ясисті в зрілості. Насіння зазвичай 2, темно-коричневе, блискуче, яйцеподібне, 4–5 × 2–3 мм, гладке. Це вітрозапильний вид.
Цвіте з квітня по липень, плодоносить з вересня по жовтень.

## Поширення
Поширений у Європі (Албанія, Австрія, Боснія і Герцеговина, Болгарія, Хорватія, Чехія, Франція (у т. ч. Корсика), Греція (у т. ч. східноегейські острови), Угорщина, Італія (у т. ч. Сицилія), Чорногорія, Румунія, Росія (у т. ч. Алтай, Західний Сибір, Красноярськ), Сан-Марино, Сербія, Словаччина, Словенія, Іспанія, Швейцарія, Україна), Західній і Центральній Азії (Грузія, Іран, Казахстан, Сіньцзян, Туреччина (у т. ч. європейська), Туркменістан).
Зустрічається на висотах від рівня моря до 1400 метрів. Росте в широкому діапазоні посушливих середовищ існування, включаючи степові угруповання, піщані ділянки (дюни чи узбережжя), скелясті уступи, гравійні рівнини, схили. Виносить ділянки, де інших рослин практично немає.
В Україні поширена на приморських і степових схилах, на півдні лісостепу і в Криму.

## Немедичне використання
Плоди їстівні й солодкі, але досить несмачні, ≈ 6 мм у діаметрі. Рослини можна використовувати для покриття ґрунту (допомагає стабілізувати дюни). Також рослина використовується як корм для овець і кіз. Ще можна використовувати для покриття ґрунту, розставляючи їх на відстані приблизно 60 см одна від одної; ця посухостійка рослина потребує добре дренованого суглинистого ґрунту та сонячного місця.

## Медичне використання
Трава містить 1,7-3,2 % алкалоїдів. Головні компоненти є 1-ефедрин та псевдоефедрин. 
Підвищує кров'яний тиск а також звужує дрібні судини. Стимулює скорочення серцевого м'яза.
Препарати ефедри двоколосої широко застосовуються у науковій та народній медицині при ядусі, сінній гарячці, сироватковій недузі, кропив'янці, екземі. Окрім того, їх використовують для підвищення кров'яного тиску, при вазомоторних ринітах, нарколепсії, міастенії. В очній практиці ефедрин (5 % розчин) застосовують для розширення зіниць. Усі частини рослини містять до 3 % ефедрину.

## Охорона
Рідкісна лікарська рослина. Реліктовий вид. Внесена до Переліку рідкісних і таких, що перебувають під загрозою зникнення, видів рослин на території Тернопільської, Харківської, Дніпропетровської, Донецької, Хмельницької, Одеської, Запорізької областей.
У Словаччині рослина охороняється законом s має статус CR у Червоній книзі, в Угорщині має статус NT.

## Галерея

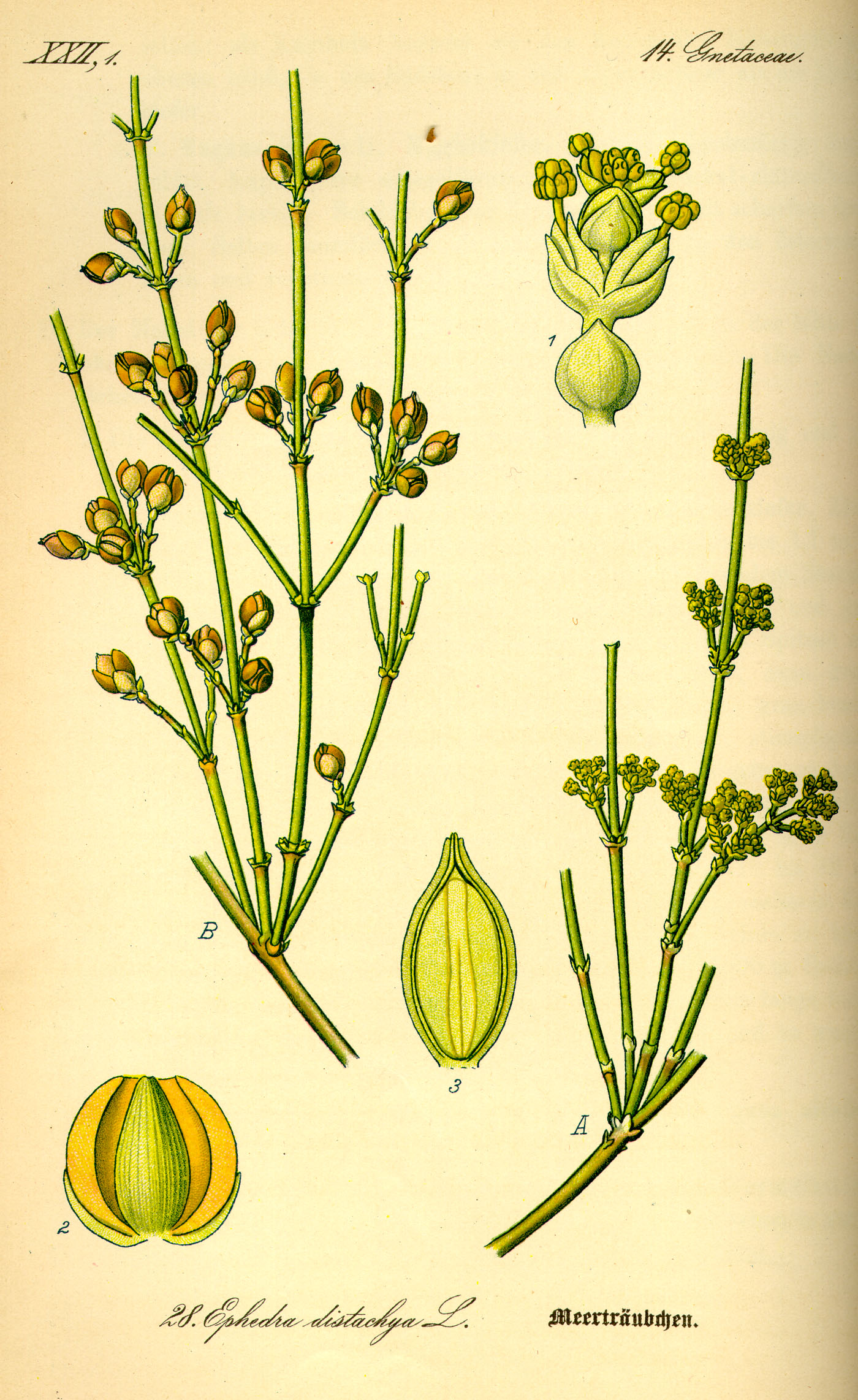
Ботанічна ілюстрація.
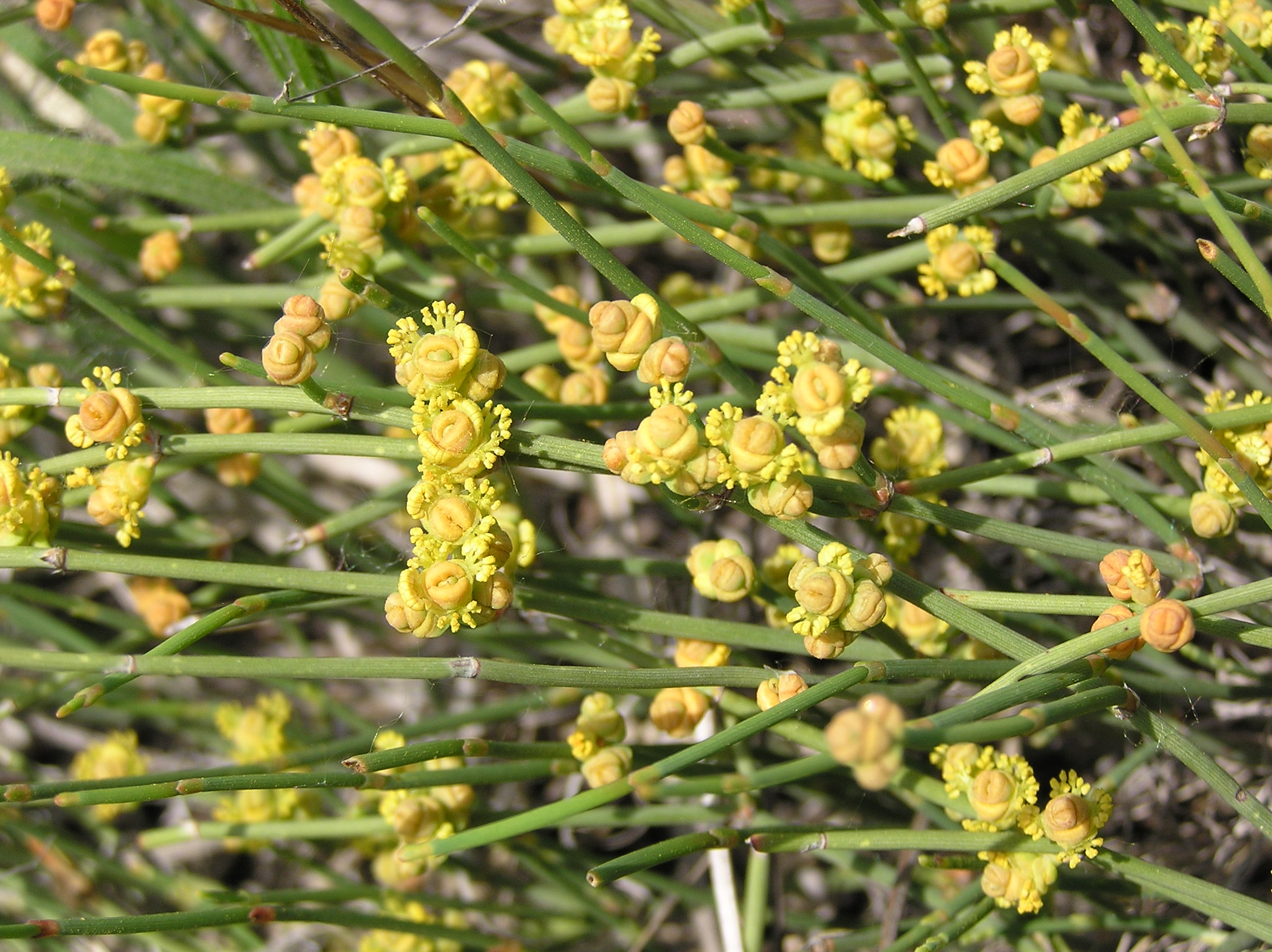
Пилкові шишки
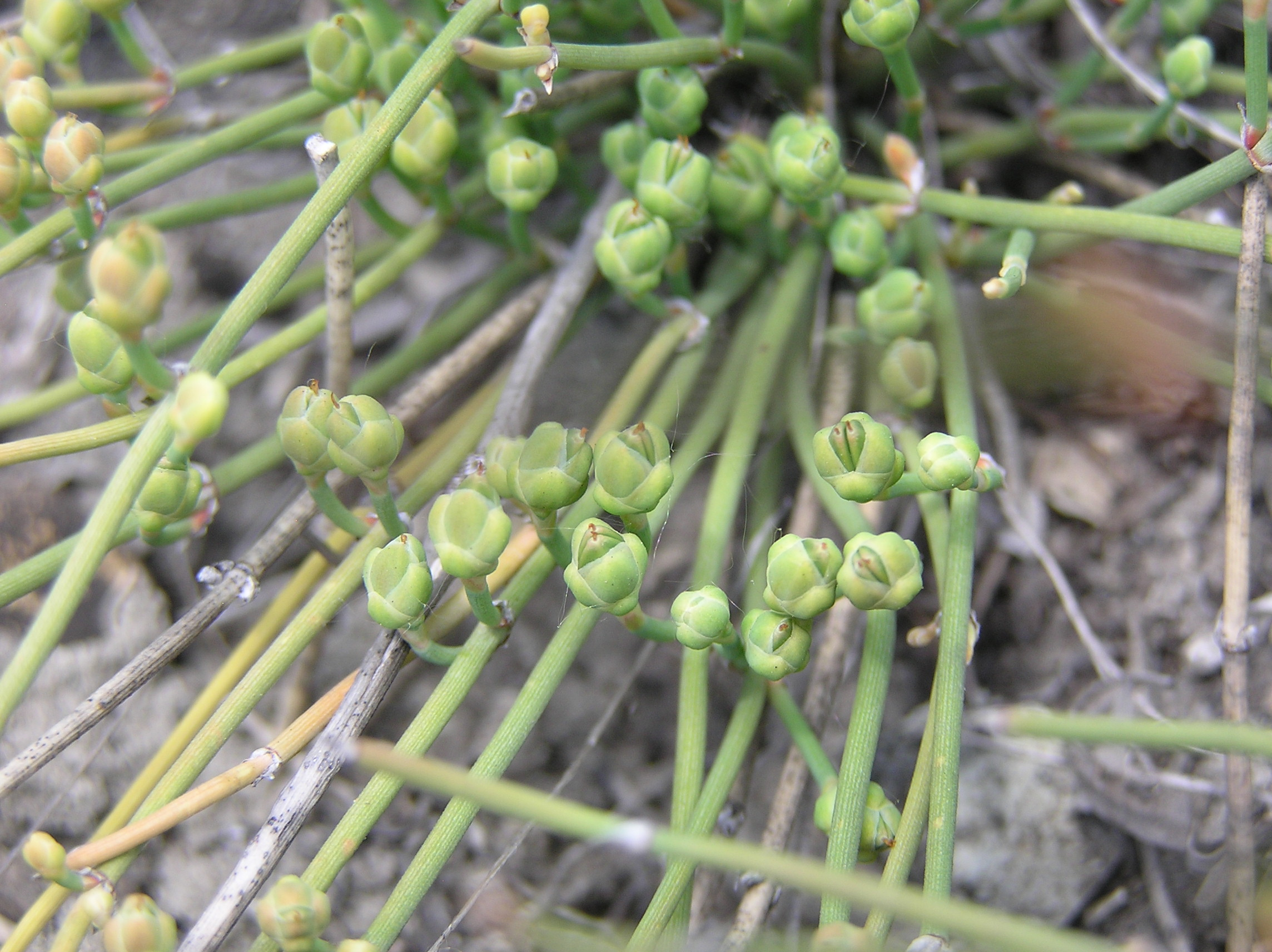
Насіннєві шишки
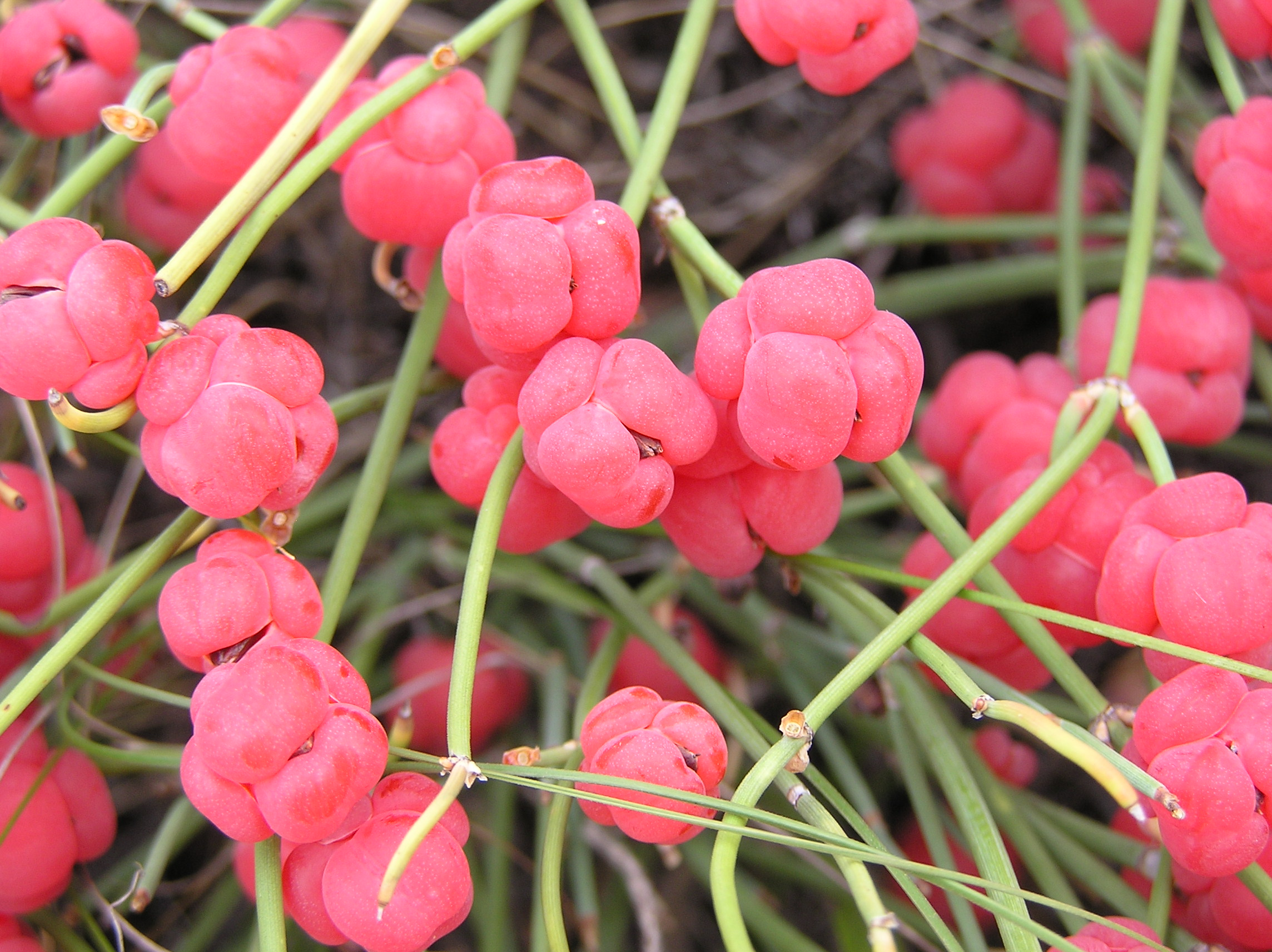
Стиглі насіннєві шишки
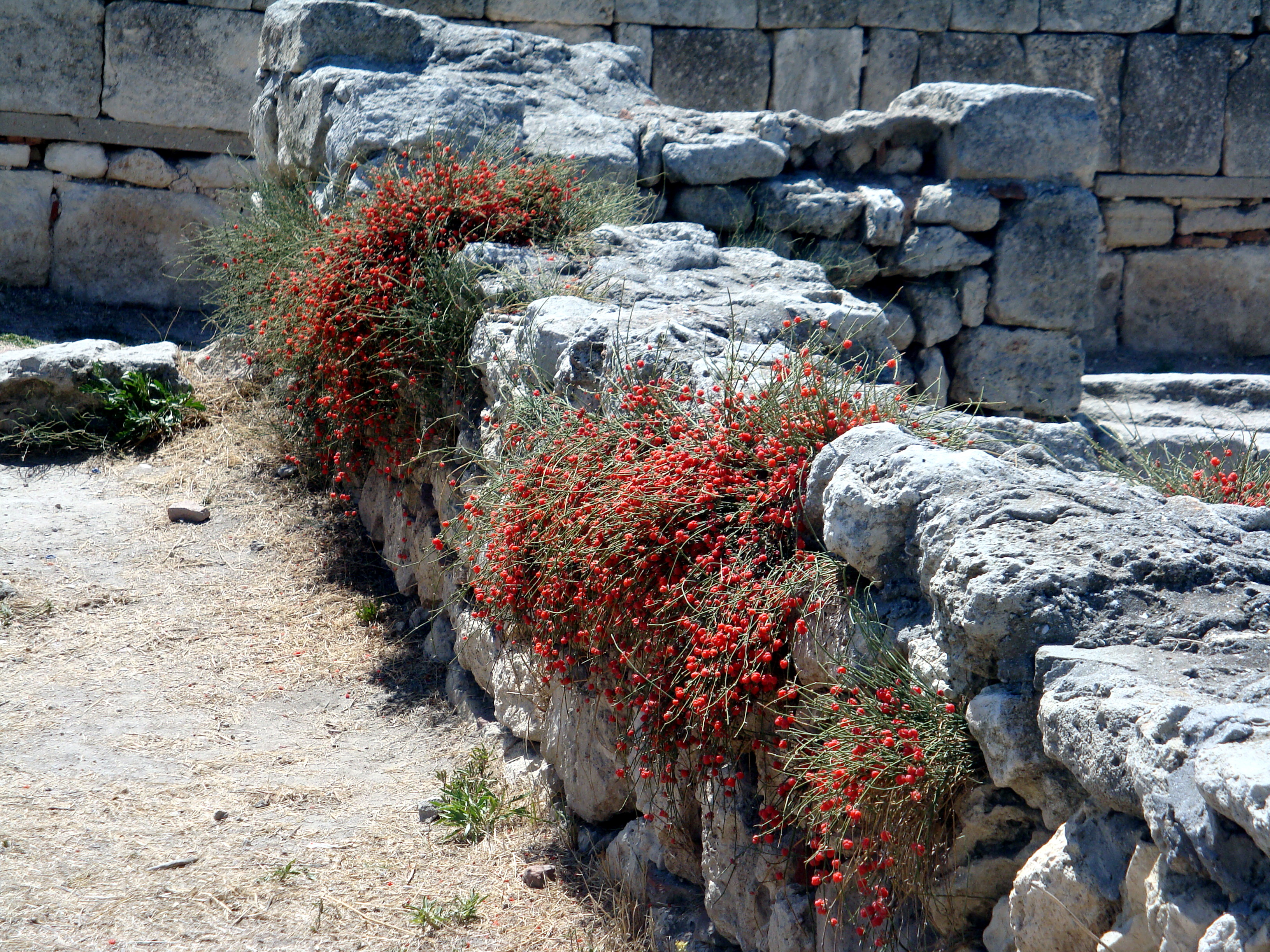
Ефедра на руїнах Херсонеса Таврійського (Крим, Україна, 2012)